# Elmwood (Illinois)
Elmwood ist eine Kleinstadt im Peoria County im US-amerikanischen Bundesstaat Illinois. Das U.S. Census Bureau hat bei der Volkszählung 2020 eine Einwohnerzahl von 2.058 ermittelt.
Elmwood ist die Geburtsstadt von Lorado Taft, einem Bildhauer und Schriftsteller des frühen 20. Jahrhunderts.

## Geographie
Elmwood liegt auf 40°46'42" nördlicher Breite und 89°58'06" westlicher Länge. Die Stadt erstreckt sich über 3,15 km², die ausschließlich aus Landfläche bestehen.
Elmwood liegt 37,8 km westnordwestlich von Peoria. Durch Elmwood führen gemeinsam die versetzt kreuzenden von Ost nach West verlaufende Illinois State Route 8 und die von Nord nach Süd führende Illinois State Route 78.
279 km nordöstlich von Elwood liegt die Stadt Chicago, Illinois’ Hauptstadt Springfield befindet sich 142 km südlich von Elmwood, 280 km südsüdwestlich liegt St. Louis in Missouri und die Quad Cities liegen 121 km nordwestlich von Elmwood.

## Demografische Daten
Bei der Volkszählung im Jahre 2000 wurde eine Einwohnerzahl von 1945 ermittelt. Diese verteilten sich auf 772 Haushalte in 565 Familien. Die Bevölkerungsdichte lag bei 617,7/km². Es gab 808 Wohngebäude, was einer Bebauungsdichte von 256,6/km² entsprach.
Die Bevölkerung bestand im Jahre 2000 aus 98,7 % Weißen, 0,2 % Afroamerikanern, 0,4 % Indianern, 0,2 % Asiaten und 0,1 % anderen. 0,6 % gaben an, von mindestens zwei dieser Gruppen abzustammen. 0,8 % der Bevölkerung bestand aus Hispanics, die verschiedenen der genannten Gruppen angehörten.
26,6 % waren unter 18 Jahren, 6,1 % zwischen 18 und 24, 27,8 % von 25 bis 44, 22,8 % von 45 bis 64 und 16,9 % 65 und älter. Das mittlere Alter lag bei 39 Jahren. Auf 100 Frauen kamen statistisch 88,5 Männer, bei den über 18-Jährigen 84,8.
Das mittlere Einkommen pro Haushalt betrug $44.500, das mittlere Familieneinkommen $51.505. Das mittlere Einkommen der Männer lag bei $37.981, das der Frauen bei $22.557. Das Pro-Kopf-Einkommen belief sich auf $19.797. Rund 2,4 % der Familien und 2,8 % der Gesamtbevölkerung lagen mit ihrem Einkommen unter der Armutsgrenze.

## Persönlichkeiten
- Zulime Taft (1870–1942), Malerin und Bildhauerin